# Kocsonyás kacskagomba
A kocsonyás kacskagomba (Crepidotus mollis) a kacskagombafélék családjába tartozó, Eurázsiában, Észak- és Dél-Amerikában honos, korhadó fatörzseken található, nem ehető gombafaj.

## Megjelenése
A kocsonyás kacskagomba kalapja 2-7 cm széles, vese vagy kagyló alakú, féloldalasan csatlakozik a tönkhöz, ill. az aljzathoz. Színe fehéres, sárgásbarna, olajbarna, általában barna szálas pikkelyek találhatók rajta. Bőre nedvesen kocsonyás-ragadós, lehúzható.
Húsa vékony, vizes-kocsonyás, törékeny. Színe fehéres. Színe és szaga nem jellegzetes. 
Viszonylag ritkásan álló lemezei az aljzattal csatlakozó pontból terjednek szét. Színük halványsárgás ami idővel szürkésbarnára sötétedik.
Tönkje csak egészen fiatal korban van, igen rövid, excentrikus állású.
Spórapora barna. Spórája elliptikus, sima, mérete 6-9 x 4,5-6 µm.

### Hasonló fajok
A változékony kacskagomba és a csontfehér kacskagomba hasonlít hozzá.

## Elterjedése és termőhelye
Európában, Észak- és Dél-Amerikában honos. 
Lombos fák elhalt ágain, tuskóján található meg, ritkán élő fa kérgén is előfordulhat. Nyár végén és ősszel terem.

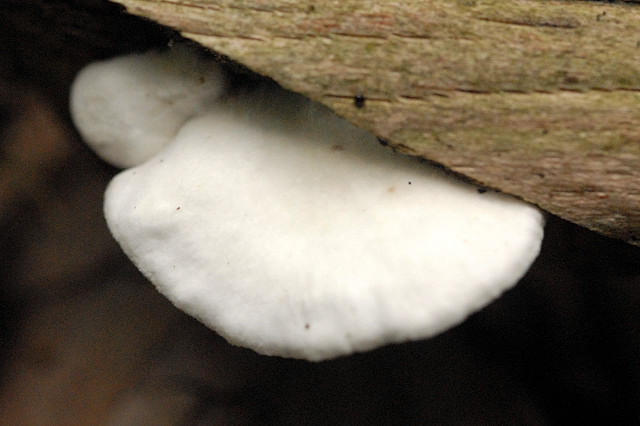
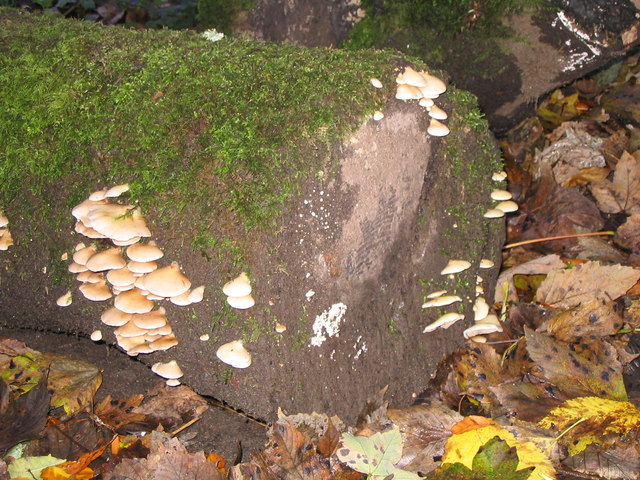
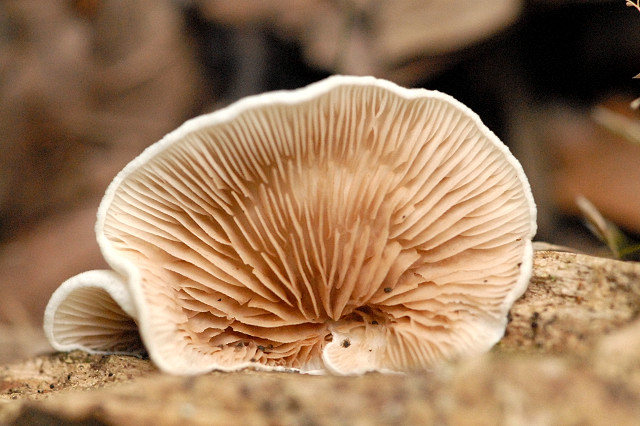
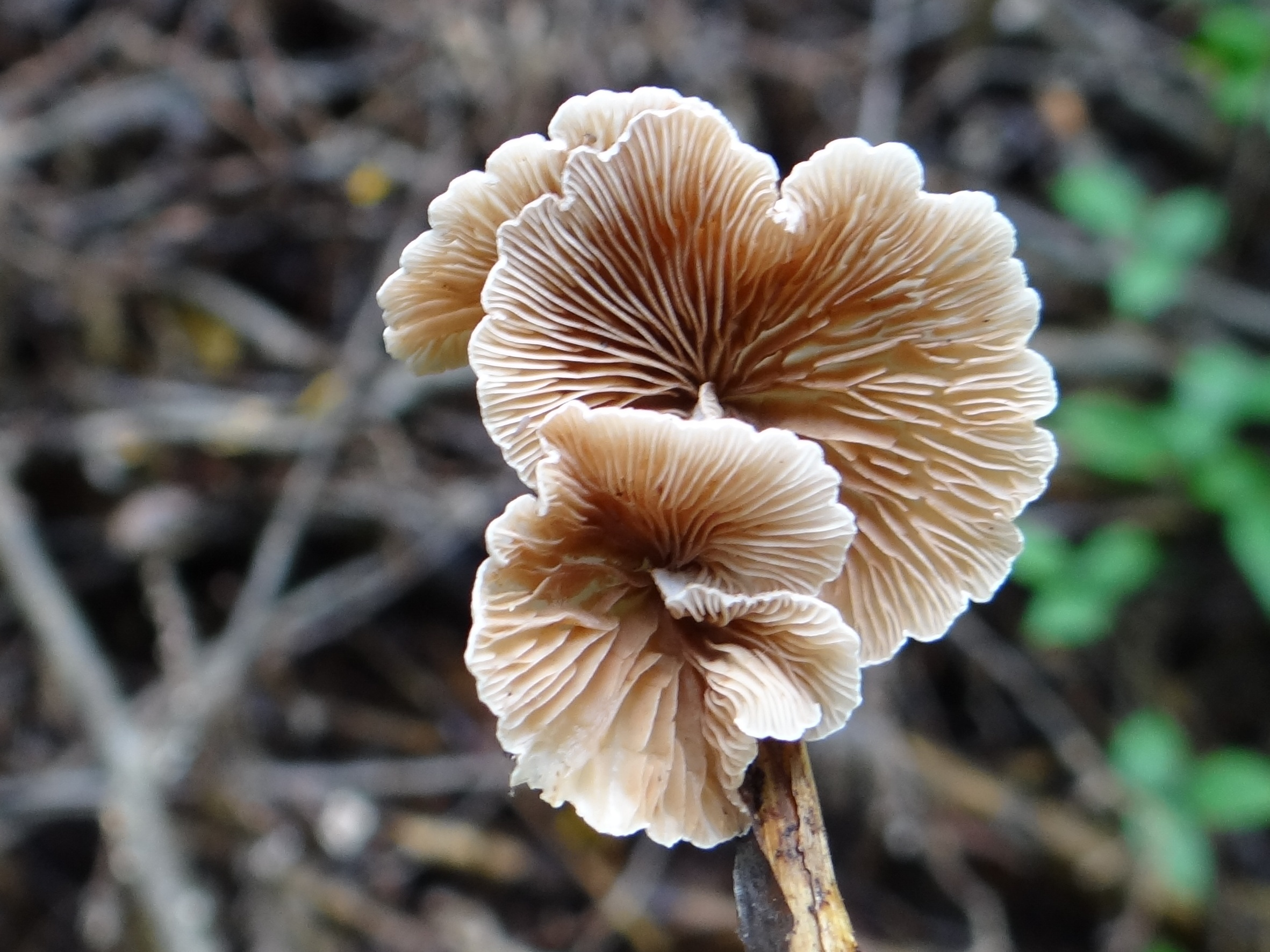
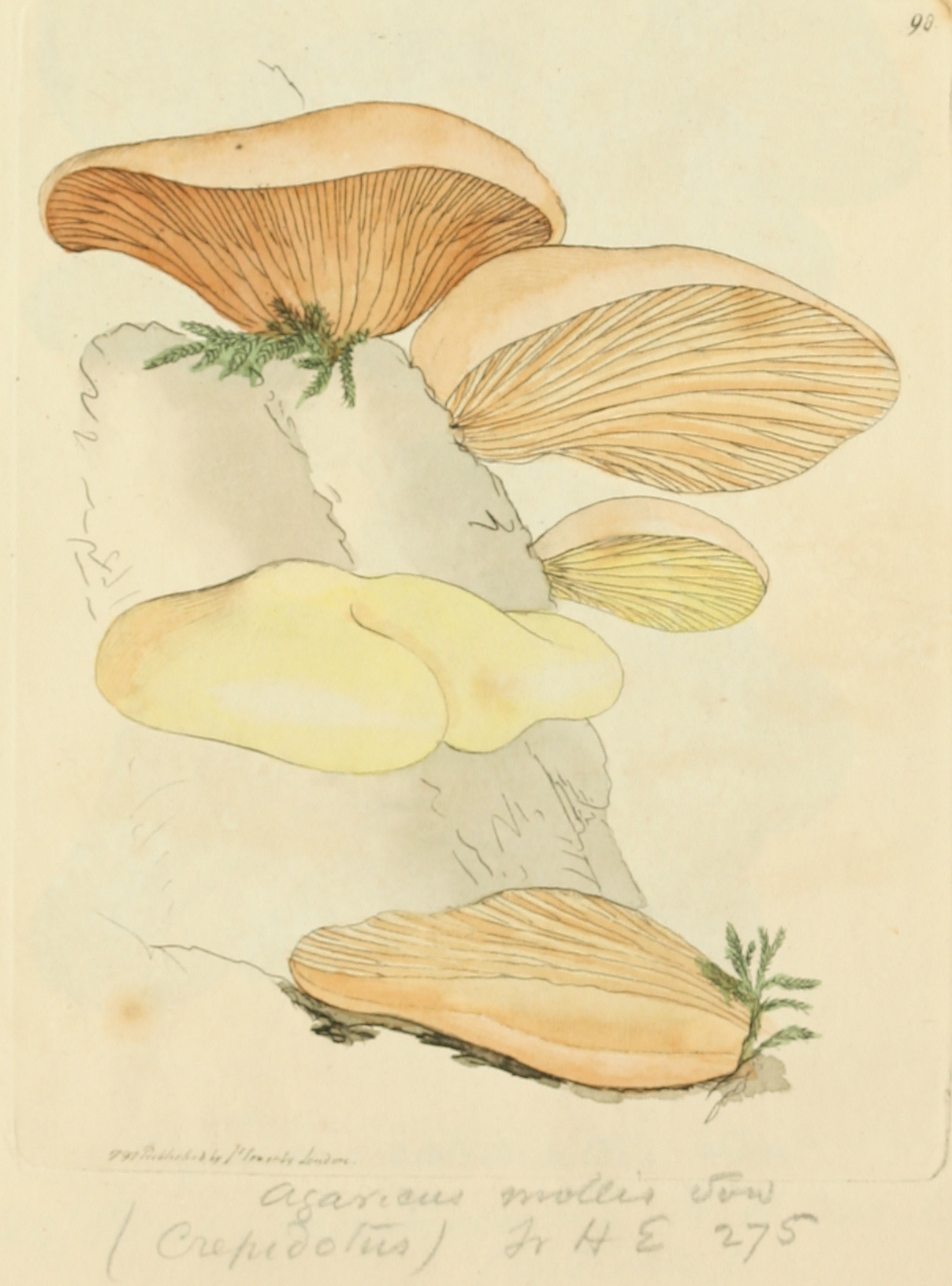

Nem ehető gomba.